# Weltengänger
Weltengänger (Originaltitel: Tschernowik russ. Черновик, englischer Verleihtitel A Rough Draft) ist ein russischer Fantasy-Actionfilm aus dem Jahr 2018. Er beruht auf einem 2005 erschienenen Roman von Sergei Wassiljewitsch Lukjanenko. Der Fantasyfilm vereint auch Elemente aus Komödie, Action-, Science-Fiction- und Splatterfilm.
Der Film startete am 25. Mai 2018 in den russischen Kinos.

## Handlung
Kirill lebt mit seiner Freundin Anna in Moskau und ist ein talentierter Designer von Computerspielen. Eines Tages wird er vollständig aus der Erinnerung aller gelöscht, die er kannte und liebte. Eine unbekannte Frau übernimmt seine Wohnung. Seine Eintragung für die Wohnung im Grundbuch verschwindet wie weitere Informationen aus den Datenbanken der staatlichen Dienste, er besitzt nichts mehr, keine Registrierung in seinem Pass, keine Arbeit. Er wird auf der Straße nicht bemerkt.
Bald erhält Kirill telefonisch den Befehl, sich bei einem verlassenen Wasserturm am Sofiyskaya-Ufer unweit des Kremls zu melden. Dort erfährt er, dass dieser Turm ein Übergangspunkt von unserer Welt zu anderen parallelen Realitäten ist. Kirill wird als funktionaler Zollbeamter, Inhaber des 12. Moskauer Zollamtes zwischen parallelen Welten unter der Leitung und Kontrolle eines zunächst unbekannten sogenannten Kurators, der sich im Laufe der Handlung aber als sein ehemaliger Freund Konstantin herausstellt. Er berechnet den Zoll und öffnet die Türen für diejenigen, die diese Welten durchqueren.
Funktionale versichern ihm, dass er jetzt unsterblich und unverwundbar ist und um die ihm zugewiesene Funktion zu erfüllen, übermenschliche Fähigkeiten besitzt. Diese Kräfte werde mit zunehmender Entfernung vom Turm schwächer. Gleichzeitig wird seine Bewegungsfreiheit durch eine sogenannte Leine eingeschränkt. Er kann sich nur eine kurze Strecke vom Turm entfernen, die maximale Entfernung beträgt 15 Kilometer. Wenn er den ihm erlaubten Bereich verlässt, löst sich sein Körper auf und er kann sterben. Das trinken von Wasser kann diesen Prozess umkehren.
Kirill lernt, die Portale für eine Vielzahl paralleler Welten zu öffnen, die alternative Versionen von Moskau darstellen. So gerät er zuerst in die Welt Kimgim, eine Art Steampunk-Kaiserliches Russland, welche kein Öl und kein Gas kennt, und die als friedlichste aller Welten gilt. Später gelangt er auch in eine postapokalyptische Tropenresortwelt, die dystopische Gulag-Welt Nirvana, welche ein Straflager für Funktionale und andere zwischen den Welten reisende Straftäter darstellt, und die hochentwickelte utopische Welt Arkan. In Letzterer erfährt Kirill, dass unsere Erde wie sämtliche andere Welten nur ein Schauplatz für soziale Experimente ist, welche von der Regierung der utopischen Welt Arkan heimlich durchgeführt werden, um unsere Fehler zu vermeiden. Als Kirill dies erfährt, rebelliert er gegen seine Vorgesetzten.
Der Humor im Film basiert auf hintergründigen Anspielungen, so werden Matrjoschkas zu Kampfdrohnen, welche ihr Lächeln mit Beginn des Kampfes verlieren.

## Produktion

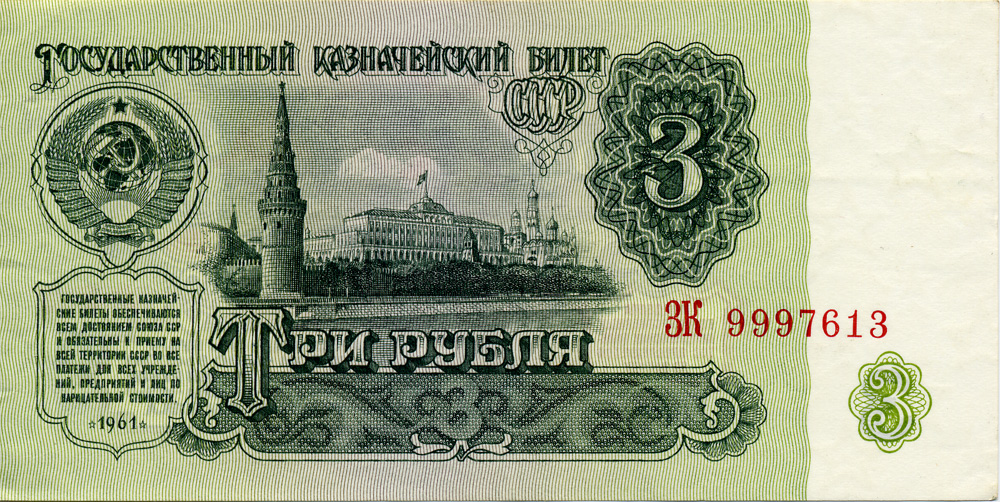
Banknote 3 Rubel (1961) mit Kreml und Wasserzugturm

Die Dreharbeiten fanden in Moskau statt. Standort des fiktiven Turms des 12. Moskauer Zollamtes ist der nach dem Blick genannte 3-Rubel-Platz. Dieser liegt am dem Wasserzugturm des Kremls gegenüberliegenden Ufer der Moskwa an der Großen Steinernen Brücke. Studioaufnahmen wurden mit CGI kombiniert, um diesen Blick in den verschiedenen Welten darzustellen. 
Gedreht wurde auch in der Metro. In dieser Szene hat der Autor der Romanvorlage Sergei Wassiljewitsch Lukjanenko einen Cameoauftritt.

## Rezeption
Stanislaw F. Rostozki, ein Filmkritiker des Kommersant Wochenendmagazins, bewertete den Film überwiegend positiv: Zu den fantastischen Welten von Lukjanenko erweitert der Regisseur nicht nur sein Können auf dem Gebiet des fortgeschrittenen Science-Fiction, sondern auch die landesweite Liebe zu sowjetischen Science-Fiction-Filmen und arrangiert ein Treffen zwischen der Matrix und dem Gast aus der Zukunft.
In der russischen Presse erhielt der Film jedoch überwiegend negative Kritiken, da unglückliche Handlungsänderungen zur Buchvorlage und die ohne Vorwissen des Buches schlecht nachvollziehbare Handlung festgestellt wurden. Es wurde auch kritisiert, dass im Gegensatz zum Buch monarchistische und antisowjetische Motive im Film auftauchten.
Deutsche Kritiken fokussieren sich auf die unzureichend nachvollziehbare Handlung im zweiten Teil des Filmes. Dieser enthält zahlreichen Anspielungen auf klassische sowjetische Science-Fiction-Filme.

## Einspielergebnis
Insgesamt verdiente Tschernowik 209 Millionen Rubel (204 Millionen in Russland und 5 Millionen in anderen Ländern). Dies ist etwas mehr als das Produktionsbudget des Films von 200 Millionen Rubel, deckt jedoch nicht die Marketingkosten ab, die auf weitere 100 Millionen Rubel geschätzt werden. Analysten betrachten Tschernovik als Flop und schätzen die Verluste, die dem Studio dadurch entstehen, auf 175 Millionen Rubel.

## Synchronisation
Die Synchronfirma Think Global Media GmbH aus Berlin fertigte 2018 die deutsche Fassung.